# Liste der Seen in Kroatien
Dieser Artikel gibt einen Überblick zu den Seen in Kroatien.
| See                       | Gespanschaft          | Fläche km² | Höhe m  | Tiefe m |
| ------------------------- | --------------------- | ---------- | ------- | ------- |
| Vrana-See (Dalmatien)     | Zadar, Šibenik-Knin   | 30,7       | 0,1     | 4       |
| Dubrava-Stausee*          | Varaždin, Međimurje   | 17,1       | 138     | n/a     |
| Peruća-See*               | Split-Dalmatien       | 13,0       | 360     | 64      |
| Prokljan-See              | Šibenik-Knin          | 11,1       | 0,5     | 25      |
| Varaždiner See*           | Varaždin, Međimurje   | 10,1       | 158     | n/a     |
| Vrana-See (Cres)          | Primorje-Gorski kotar | 5,8        | 16      | 74      |
| Krušćica-See*             | Lika-Senj             | 3,9        | 554     | n/a     |
| Kopačevo-See              | Osijek-Baranja        | 1,5–3,5    | 80      | n/a     |
| Borovik*                  | Osijek-Baranja        | 2,5        | n/a     | n/a     |
| Butoniga-Stausee*         | Istarska županija     | 2,45       | n/a     | n/a     |
| Lokvarsko jezero*         | Primorje-Gorski Kotar | 2,1        | 770     | 40      |
| Mljeter-Seen (2 Seen)     | Dubrovnik-Neretva     | 2,01       | 0       | 46      |
| Plitwitzer Seen (16 Seen) | Lika-Senj             | 1,98       | 503–636 | 3–46    |
| Baćina-Seen (6 Seen)      | Dubrovnik-Neretva     | 1,9        | 5       | 32      |
| Sabljaker-See*            | Karlovac              | 1,2        | 320     | 6       |
| Bajer-See*                | Primorje-Gorski Kotar | 0,5        | 730     | 7       |
| Trakošćan-See             | Varaždin              | 0,2        | 255     | n/a     |

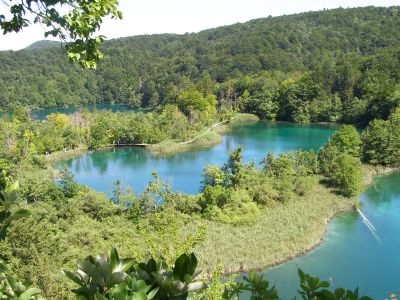
Der „Grosse See“ in Plitvitz

(* kennzeichnet einen künstlichen See)